# Journal of Homosexuality
Journal of Homosexuality ist eine wissenschaftliche Fachzeitschrift, die von Charles Silverstein 1955 erstmals herausgebracht wurde.
Das Magazin wurde von The Haworth Press, Inc. aus New York City publiziert, bis Taylor & Francis die Publikationsrechte erwarb und das Magazin nun als Routledge Imprint verlegte. In sexualwissenschaftlichen Foren ist dieses Magazin viel beachtet. Im Herbst 2005 feierte die Fachzeitschrift ihren 50. Jahrgang. Gegenwärtiger Chefredakteur ist John Elia, Professor an der San Francisco State University. Die Zeitschrift umfasst bis 2020 genau 67 Bänden, anfangs mit je 4, später mit bis zu 14 Ausgaben.
Der Impact Factor lag 2018 bei 0,862; 2019 bei 1,873.